# Xanthorhoe borbonicata
Xanthorhoe borbonicata är en fjärilsart som beskrevs av Achille Guenée 1858. Xanthorhoe borbonicata ingår i släktet Xanthorhoe och familjen mätare. Inga underarter finns listade i Catalogue of Life.